# Wolfgang Hage
Wolfgang Hage (* 5. November 1935 in Römhild) ist ein deutscher Kirchenhistoriker und ehemaliger Hochschullehrer.

## Leben
Hage studierte von 1955 bis 1959 Evangelische Theologie an den Universitäten Bonn, Tübingen und Münster. Er war von 1962 bis 1972 Assistent am Lehrstuhl für Ostkirchengeschichte der Theologischen Fakultät der Universität Marburg. Hier erfolgte auch 1964 die Promotion, 1971 die Habilitation für das Fach „Kirchengeschichte unter besonderer Berücksichtigung des christlichen Orients“ und 1972 die Ernennung zum Professor. 1975 wurde er Professor für „Orientalische (insbesondere syrische) Kirchengeschichte“ an der Theologischen Fakultät der Universität Göttingen. Von 1981 bis 2001 war er Universitätsprofessor für Kirchengeschichte mit dem Schwerpunkt Ostkirchengeschichte am Fachbereich Evangelische Theologie der Philipps-Universität Marburg. Von 1983 bis 1993 war er auch Ephorus der Hessischen Stipendiatenanstalt.

## Schriften (Auswahl)
- Die syrisch-jakobitische Kirche in frühislamischer Zeit nach orientalischen Quellen. Harrassowitz, Wiesbaden 1964 (Dissertation, Marburg, Universität, 1964).
- Untersuchungen zum Leben der Christen Zentralasiens im Mittelalter. Marburg 1970 (ungedruckte Habilitationsschrift, Marburg, Universität).
- Syriac Christianity in the East. Lectures given at the St. Ephrem Ecumenical Institute, Kottayam in March 1986 (= Moran Etho. Bd. 1). St. Ephrem Ecumenical Institute, Kottayam 1988; 2. Auflage 1997.
- Das Christentum im frühen Mittelalter (476–1054). Vom Ende des weströmischen Reiches bis zum west-östlichen Schisma (= Zugänge zur Kirchengeschichte. Bd. 4). Vandenhoeck und Ruprecht, Göttingen 1993, ISBN 3-525-33590-3.
- Das orientalische Christentum (= Die Religionen der Menschheit. Band 29/2). Kohlhammer, Stuttgart 2007.